# Na het poseren
Avslutad seans (Nederlands: Na het poseren) is een schilderij van de Zweedse kunstschilder Richard Bergh, geschilderd in 1884, 145 × 200 centimeter groot. Het toont een naaktmodel dat zich aankleedt na een poseersessie, met op de achtergrond de kunstenaar Wilhelm Jaensson die viool speelt. Het werk bevindt zich thans in de collectie van het Malmö Konstmuseum.

## Context
Bergh gold aan het einde van de negentiende eeuw als een baanbreker voor een authentieke Zweeds georiënteerde kunst. In 1886 was hij een van de oprichters van de 'Konstnärsförbundet', een Zweedse kunstenaarsbond die aan de wieg stond van belangrijke vernieuwingen in de Zweedse schilderkunst in de jaren 1890. Deze nieuwe richting wortelde in de romantiek en richtte zich vooral op het typisch Zweedse landschap en het unieke Scandinavische licht.
Berghs vroege werk Na het poseren toont al duidelijk diens vernieuwingsdrang. Hij schilderde het doek in Parijs, waar hij naartoe was getrokken om het rigoureuze academisme te ontvluchten, waarin hij was opgeleid tijdens zijn studie aan de Koninklijke Zweedse Kunstacademie te Stockholm. Het schilderij laat duidelijk zien hoe snel Bergh zich nieuwe invloeden eigen maakte vanuit toentertijd in Parijs toonaangevende stromingen als het Franse realisme en het impressionisme.

## Afbeelding
Na het poseren laat een alledaags en eigentijds tafereel zien, met in het midden op de voorgrond een naaktmodel dat, op de tafel gezeten, tussen de schildermaterialen, na het poseren verstrooid haar kousen optrekt. Van bovenaf, waarschijnlijk vanuit een dakkapel, schijnt een koel en helder licht naar binnen, dat bijna zou doen denken aan het noorderlicht. Op de achtergrond staat de Zweedse schilder-musicus Carl Jaensson (1853-1933), die viool speelt, een instrument dat voor Bergh het ideaal vertegenwoordigde van de muziek, als meest pure vorm van kunst. Gesuggereerd wordt dat het meisje een model van Jaensson betreft, maar waarschijnlijk is dat de scène door Bergh zorgvuldig is gearrangeerd.
Jaensson was een vriend van Bergh en in 1883-1884 deelden ze samen een atelier te Parijs. Dat gezamenlijke atelier is ook plaats van handeling in dit schilderij. De ruimte oogt leeg, is karig gemeubileerd, en wordt weergegeven met een sterke nadruk op verticale en horizontale lijnen die wijzen op een invloed vanuit het Japonisme, dat toentertijd in Parijs erg populair was. Het kleurgebruik is ingetogen, maar een aantal accenten halen de sobere atmosfeer sterk op. Ook de in het zonlicht badende blanke huid van het meisje en haar helderwitte kleed dragen daaraan bij. De aandacht voor de lichtinval en voor het (schijnbaar) 'vangen' van het moment, wijst op de invloed van het impressionisme. De basis blijft echter een romantisch-realistische stijl, welke kenmerkend zou worden voor het latere oeuvre van Bergh en voor de op handen zijnde verandering in de Zweedse schilderkunst.

## Ontvangst en waardering
Bergh exposeerde Na het poseren eind 1884 op de Parijse salon, waar het met veel lof werd ontvangen. Na zijn terugkeer naar Zweden stelde hij het werk in 1885 tentoon in Stockholm, waar het de nodige ophef veroorzaakte. De Zweedse pers reageerde geschokt op het gewaagde onderwerp met het half geklede model, maar binnen de Zweedse kunstwereld werd het geprezen om de opvallende moderniteit. Uiteindelijk zou het schilderij een voorbode blijken voor een vernieuwing van de Scandinavische schilderkunst die er spoedig op zou volgen, met belangrijke exponenten in Carl Larsson en Anders Zorn, en in Denemarken bij de Skagenschilders.
In 2013 werd het werk geëxposeerd in het Groninger Museum tijdens de expositie 'Nordic Art, 1880-1920'.